# Championnat du monde de badminton par équipes mixtes 1995
Navigation
Birmingham 1993 Glasgow 1997
La Sudirman Cup 1995 est la 4e édition de cette compétition, appelée également Championnat du monde de badminton par équipes mixtes. La compétition s'est déroulée du 17 au 20 mai 1995 à Lausanne en Suisse.
La Chine remporte l'épreuve pour la 1re fois, en battant en finale l'Indonésie sur le score de 3 à 1.

## Groupe 1

### Groupe A
| Équipe 1     | Équipe 2     | Score |
| ------------ | ------------ | ----- |
| Chine        | Corée du Sud | 3-2   |
| Chine        | Angleterre   | 3-2   |
| Corée du Sud | Angleterre   | 4-1   |

### Groupe B
| Équipe 1  | Équipe 2  | Score |
| --------- | --------- | ----- |
| Indonésie | Danemark  | 3-2   |
| Indonésie | Thaïlande | 5-0   |
| Danemark  | Thaïlande | 4-1   |

### Demi-finales
| Équipe 1  | Équipe 2     | Score |
| --------- | ------------ | ----- |
| Indonésie | Corée du Sud | 4-1   |
| Chine     | Danemark     | 4-1   |

### Finale
| Équipe 1 | Équipe 2  | Score |
| -------- | --------- | ----- |
| Chine    | Indonésie | 3-1   |

## Classement final
Le premier de chaque groupe est promu dans le groupe précédent lors de l'édition suivante et le dernier est relégué dans le groupe suivant.
| Rang | Nation       |
| ---- | ------------ |
| 1    | Chine        |
| 2    | Indonésie    |
| 3    | Corée du Sud |
|      | Danemark     |
| 5    | Angleterre   |
| 6    | Thaïlande    |

| Rang | Nation   |
| ---- | -------- |
| 7    | Suède    |
| 8    | Pays-Bas |
| 9    | Russie   |
| 10   | Japon    |

| Rang | Nation         |
| ---- | -------------- |
| 11   | Taipei chinois |
| 12   | Canada         |
| 13   | Allemagne      |
| 14   | Écosse         |

| Rang | Nation           |
| ---- | ---------------- |
| 15   | Australie        |
| 16   | Nouvelle-Zélande |
| 17   | Hong Kong        |
| 18   | Autriche         |

| Rang | Nation   |
| ---- | -------- |
| 19   | Norvège  |
| 20   | Inde     |
| 21   | Finlande |
| 22   | Tchéquie |

| Rang | Nation     |
| ---- | ---------- |
| 23   | Pologne    |
| 24   | Suisse     |
| 25   | États-Unis |
| 26   | Islande    |

| Rang | Nation         |
| ---- | -------------- |
| 27   | Ukraine        |
| 28   | Pays de Galles |
| 29   | Bulgarie       |
| 30   | Irlande        |

| Rang | Nation     |
| ---- | ---------- |
| 31   | France     |
| 32   | Kazakhstan |
| 33   | Belgique   |
| 34   | Hongrie    |

| Rang | Nation      |
| ---- | ----------- |
| 35   | Biélorussie |
| 36   | Espagne     |
| 37   | Pérou       |
| 38   | Portugal    |
| 39   | Pakistan    |

| Rang | Nation   |
| ---- | -------- |
| 40   | Maurice  |
| 41   | Israël   |
| 42   | Slovénie |
| 43   | Chypre   |
| 44   | Italie   |

| Rang | Nation    |
| ---- | --------- |
| 45   | Slovaquie |
| 46   | Malte     |
| 47   | Brésil    |
| 48   | Argentine |
| 49   | Maroc     |